# Ночь охотника
«Ночь охотника» (англ. The Night Of The Hunter) — кинофильм 1955 года Чарльза Лоутона по одноимённому роману Дэвиса Грабба. В основе романа и фильма положена реальная история Гарри Пауэрса, повешенного в 1932 году в Кларксберге (Западная Виргиния) за убийство двух вдов и трёх детей.

## Сюжет
Мальчику Джону и его сестричке Перл «посчастливилось» увидеть, как их отца увозит полиция, схватив его за ограбление и убийство двух человек. Отца приговаривают к смерти и вешают, в наследство детям остаются украденные деньги, которые отец спрятал, взяв с Джона и Перл слово, что они никому не расскажут о тайнике, даже матери. В тюрьме он знакомится с Гарри Пауэллом, проповедником, а на деле — безжалостным убийцей, помешанном на религии, со словами «любовь» и «ненависть», вытатуированными на пальцах рук. Пауэлл решает добраться до тайника и для этого женится на доверчивой вдове…

## В ролях
- Роберт Митчем — Гарри Пауэлл
- Шелли Уинтерс — Уилла Харпер
- Билли Чейпин — Джон Харпер
- Салли Джейн Брюс — Перл Харпер
- Лиллиан Гиш — Рэйчел Купер
- Джеймс Глисон — дядюшка Берди
- Эвелин Варден — Айси Спун
- Питер Грейвс — Бен Харпер
- Дон Беддоу — Уолт Спун
- Глория Кастильо — Руби
- Джеймс Гриффит — окружной прокурор[англ.] (в титрах не указан)
- Рой Энджел — шериф (в титрах не указан)

## Восприятие фильма

### Оценки современников
Фильм снят в стилистике немецкого экспрессионизма с использованием многих его характерных черт (причудливые тени, стилизованные диалоги, искажённая перспектива, сюрреалистические декорации, нестандартные ракурсы), из-за чего его иногда относят к жанру нуар. Однако специалисты по жанру справедливо отмечают: «При шаблонном подходе к фильму „Ночь охотника“, единственной режиссёрской работе Чарльза Лоутона, можно с неосторожностью охарактеризовать его как фильм-нуар. Экспрессионистское освещение и преступные деяния — ставим галочку. Но этих элементов недостаточно для нуара. „Ночь охотника“ — готическая сказка о борьбе добра со злом. Нет ни двойственности, ни переворачивания традиционных ценностей: добро торжествует над злом, и история заканчивается».
Премьера не имела успеха ни у зрителей, ни у критиков. Тем не менее с годами фильм завоевал признание зрителей, в особенности благодаря работе Роберта Митчема.

### Последующее признание
- В 1992 году фильм был включён в Национальный реестр фильмов.
- «Ночь охотника» входит в 100 самых остросюжетных американских фильмов за 100 лет по версии AFI (2001).
- Антагонист Гарри Пауэлл входит в 100 лучших героев и злодеев по версии AFI (2003).
- Фильм входит в список 50 фильмов, которые нужно посмотреть к 14 годам (по версии Британского института кино)[3].